# Hans van den Hende

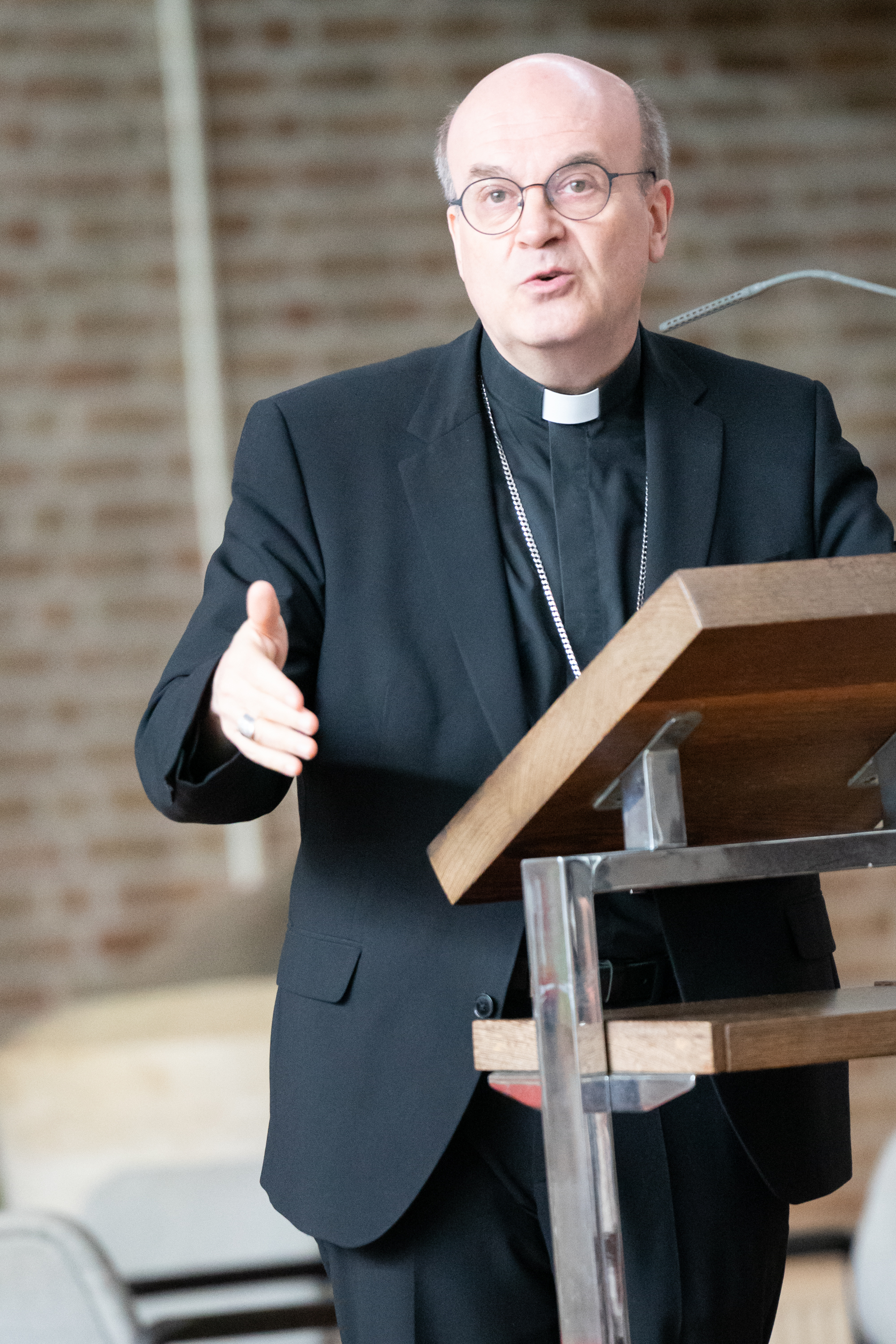
Mgr. Van den Hende (2024)

Johannes Harmannes Jozefus (Hans) van den Hende (Groningen, 9 januari 1964) is een Nederlands prelaat van de Rooms-Katholieke Kerk. Hij is sinds 2011 bisschop van Rotterdam als opvolger van Ad van Luyn, die met emeritaat ging. Daarvoor was hij sinds 2007 bisschop van Breda als opvolger van Tiny Muskens. 

## Opleiding
Nadat Van den Hende de middelbare school had doorlopen aan het Maartenscollege in Haren, studeerde hij van 1982 tot 1989 theologie en filosofie aan de Katholieke Theologische Universiteit in Utrecht. Hij woonde toen in het Ariënskonvikt, de priesteropleiding van het aartsbisdom Utrecht, het bisdom Groningen-Leeuwarden en het bisdom Breda.
Van den Hende studeerde nadien van 1989 tot 1994 canoniek recht aan de Pontificia Università Gregoriana te Rome, waar hij promoveerde op de taak en rol van bisschoppenconferenties sinds het Tweede Vaticaans Concilie.

## Kerkelijke loopbaan
In 1990 werd hij door bisschop Bernard Möller tot diaken gewijd en op 6 april 1991 tot priester door bisschop Jan Niënhaus wegens ziekte van de bisschop van Groningen.
Van 1994 tot 2003 was hij pastoor in Oosterwolde, Gorredijk en Zorgvlied. In 1997 werd hij benoemd tot rechter van de kerkelijke rechtbank van Utrecht-Groningen.
Van den Hende werd per 1 januari 2000 tot vicaris-generaal in het bisdom Groningen-Leeuwarden benoemd. Als zodanig was hij de rechterhand van bisschop Wim Eijk. Sinds 2002 was hij waarnemend pastoor in Wehe den Hoorn en Kloosterburen.
Als nevenfunctie was Van den Hende onder meer lid van de raad van advies van de priester- en diakenopleiding Bovendonk. Later zou hij door zijn benoeming tot bisschop van Breda bestuursvoorzitter worden van Bovendonk.
Van den Hende was de tweede afgestudeerde van het Ariënskonvikt die bisschop werd. Eerder werd Gerard de Korte hulpbisschop in Utrecht, later bisschop van Groningen-Leeuwarden en sinds mei 2016 van 's-Hertogenbosch.

## Bisschop
Op 9 september 2006 benoemde paus Benedictus XVI Van den Hende tot opvolger van Tiny Muskens, de bisschop van bisdom Breda. Als wapenspreuk koos hij Sine timore serviamus illi (Dat wij hem dienen zonder vrees), de tekst van Lucas 1, 75 - uit het Lied van Zacharias.
Hij was de tiende bisschop van het bisdom Breda sinds het herstel van de bisschoppelijke hiërarchie in Nederland in 1853, toen de regering in Den Haag het Vaticaan toestond weer bisschoppen in Nederland te benoemen.
Van den Hende werd op 25 november 2006 in Breda tot bisschop gewijd. De eerst-wijdende bisschop was de toenmalige bisschop van Breda, Tiny Muskens. De mede-wijdende bisschoppen waren Huub Ernst, emeritus-bisschop van Breda (bisschop van Breda tot 1992), en Wim Eijk, destijds bisschop van het bisdom Groningen-Leeuwarden. Alle overige aanwezige bisschoppen namen deel aan de handoplegging bij de wijding. Op 31 oktober 2007 nam hij het bestuur van het bisdom Breda over van Tiny Muskens.
In oktober 2008 nam hij namens de Nederlandse bisschoppenconferentie deel aan de synode over de Bijbel die in Rome gehouden werd.
Op 10 mei 2011 werd Van den Hende bisschop van Rotterdam. Een dergelijke benoeming, waarbij een bisschop werd overgeplaatst van de ene zetel naar de andere, kwam al eerder voor in Nederland. In 1983 werd Ad Simonis van het bisdom Rotterdam overgeplaatst naar het aartsbisdom Utrecht.
Op 2 juli 2011 nam Van den Hende in een plechtige eucharistieviering te Rotterdam de bisschopszetel in bezit.
Sinds 14 juni 2016 is Van den Hende ook voorzitter van de Nederlandse Bisschoppenconferentie.

## Jongeren
Als nieuwe bisschop van Breda profileerde Van den Hende zich sterk als betrokken bij jongeren. Hij richtte bij zijn aantreden het fonds Geloof en Jongeren op en reisde mee met de Bredase jongeren naar de Wereldjongerendagen in Sydney, Australië in 2008. Daarnaast introduceerde hij een Summerschool voor jongeren die zich willen verdiepen in het katholieke geloof. Op 18 augustus 2011 was Van den Hende aanwezig bij de catechese bij de Wereldjongerendagen in Madrid. Ook is hij mee geweest met de Rotterdamse jongeren naar de Wereldjongerendagen in Lissabon, Portugal in 2023.
In Rotterdam is Van den Hende betrokken bij jongeren-initiatieven in het bisdom. Hij is begin 2014 de Tour of Faith gestart, waarbij hij elke tweede zondag van de maand in een andere parochie in zijn bisdom op bezoek komt om jongeren te ontmoeten, samen de eucharistie te vieren en in gesprek te gaan over het geloof.

## Publicatie
- Bouwen aan een netwerk van liefde (2019)